# Endingen, Aargau
Endingen là một đô thị ở huyện Zurzach, bang Aargau, Thụy Sĩ. Dân số thời điểm tháng 12 năm 2005 là 383 ngưởi.

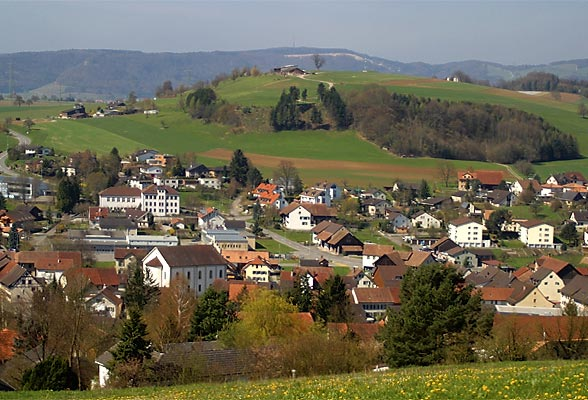
Endingen

Vào thế kỷ 18 và 19, Endingen là một trong ít các làng mà người Do Thái Thụy Sĩ được phép định cư. Các toà nhà cũ ở Endingen có hai cửa, một dành cho người Do Thái và một dành cho người Công giáo. Không bình thường đối với các làng Thụy Sĩ không có nhà thờ Công giáo.